# John Hindmarsh
John Hindmarsh (ochrzczony 22 maja 1785 w Chatham, zm. 29 lipca 1860 w Londynie) – brytyjski wojskowy i administrator kolonialny, pierwszy gubernator Australii Południowej.

## Życiorys

### Młodość i kariera wojskowa
Jako zaledwie ośmioletni chłopiec trafił do Royal Navy. Mimo swego wieku brał udział w wielu walkach, m.in. pod Ushant, w zatoce Algeciras oraz pod Abukirem. W 1803 odebrał szlify oficerskie i został awansowany na stopień porucznika, choć nie spełniał jeszcze wówczas minimum wieku, jakie stawiano wówczas oficerom (20 lat). Nieco później walczył pod Trafalgarem. Pozostał zawodowym żołnierzem przez wiele kolejnych lat. W 1831 otrzymał stopień kontradmirała.

### Gubernator Australii Południowej
W 1836 Ministerstwo Kolonii postawiło go na czele wyprawy, której celem było założenie nowej brytyjskiej posiadłości w Australii Południowej. Kolonia ta została oficjalnie proklamowana 28 grudnia 1836, zaś Hindmarsh został jej gubernatorem. Szybko popadł w konflikt z Johnem Hurtle Fisherem, który jako tzw. komisarz rezydent był drugą pod względem ważności osobą w kolonii. Sprawa trafiła aż do samego ministra, który w 1838 postanowił odwołać Hindmarsha do kraju. W 1840 powrócił do służby kolonialnej jako gubernator porucznik (zastępca gubernatora) Helgolandu.

### Późniejsze życie
W 1851 otrzymał tytuł szlachecki Sir, a pięć lat później przeszedł na emeryturę. Zmarł w 1860, został pochowany na terenie kościoła św. Andrzeja w Hove.